# Horn, Áo
Horn là một thị trấn ở bang Niederösterreich, Áo. Đây là thủ phủ của huyện cùng tên. Diện tích là 39,23 km2.